# Kobuleti

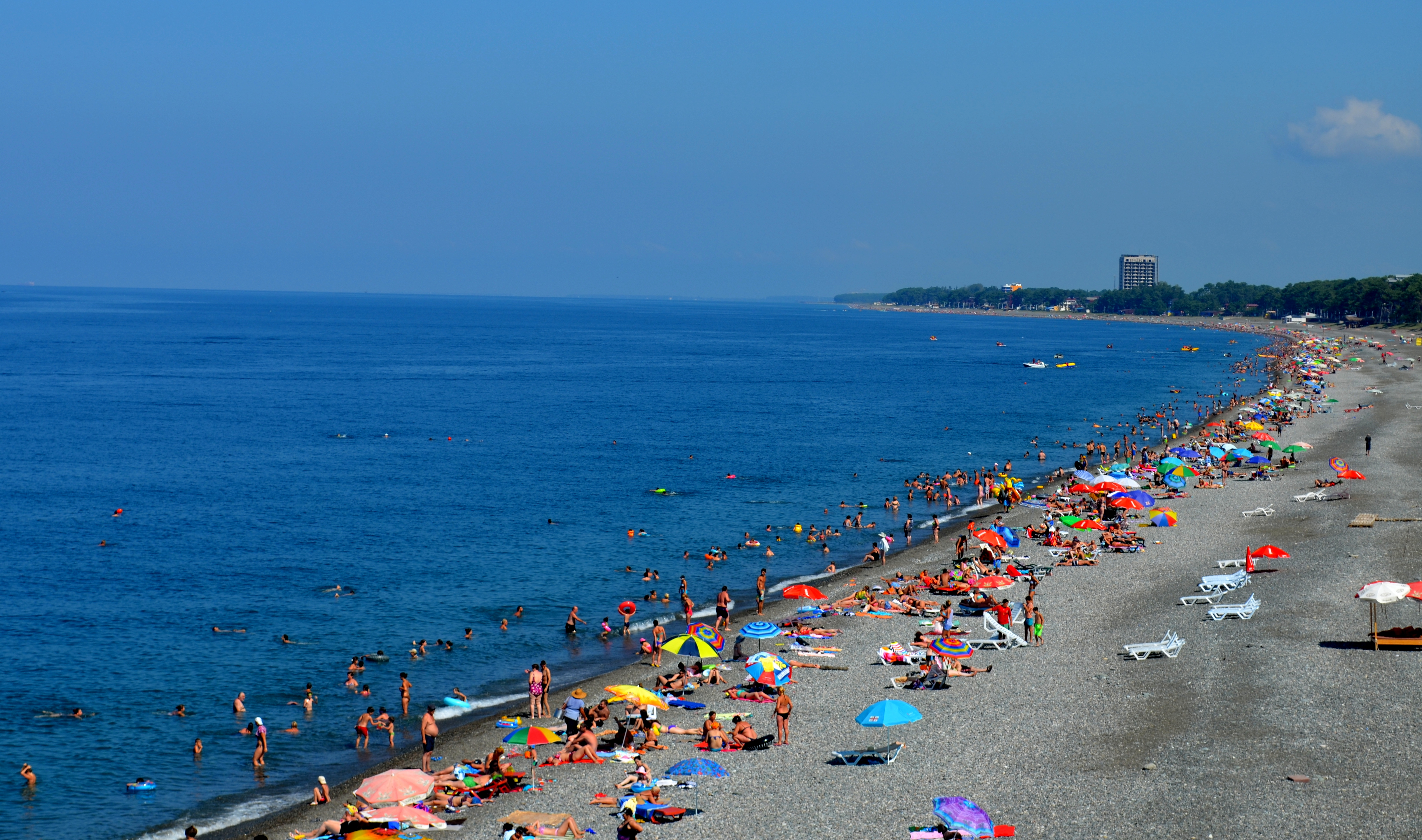
Kiesstrand

Kobuleti (georgisch ქობულეთი) ist ein Seebad in Georgien.

## Geografie
Kobuleti war schon während der Sowjetzeit ein beliebter Kurort mit mehreren mondänen Sanatorien. Nach der Unabhängigkeit Georgiens und den daraufhin folgenden Bürgerkriegsjahren (1992–1995) wurden die staatlichen Sanatorien geplündert und das Küstengebiet vernachlässigt.

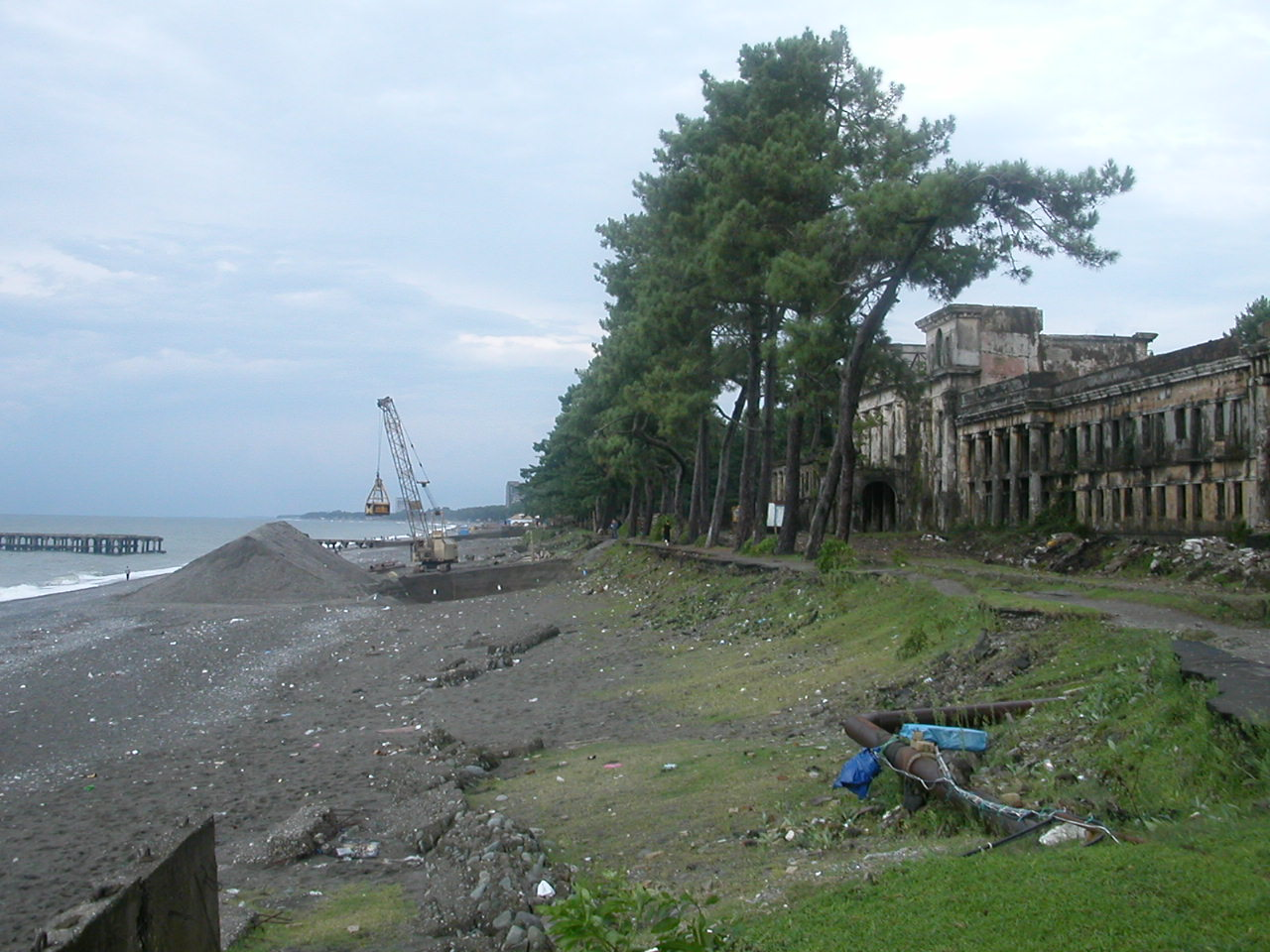
Im Bürgerkrieg 1992–1995 wurden die staatlichen Sanatorien geplündert und das Küstengebiet nicht mehr unterhalten, was zu starker Küstenerosion führte. (Aufnahme 2004)

Erst ab 2004 unter der Regierung von Saakaschwili konnte mit dem Wiederaufbau der Kurorte begonnen werden.
Kobuleti hat 16.546 Einwohner (2014) und wird im Sommer jährlich von über 100.000 Touristen besucht. Es liegt an der östlichen Küste des Schwarzen Meeres, 28 Kilometer nördlich von Batumi. Zugleich ist die Gemeinde ein Verwaltungszentrum in der autonomen Republik Adscharien. Neben Kobuleti sind auch zahlreiche andere Orte im Küstengebiet zwischen Anaklia und Batumi gut ausgestattete, stark besuchte Seekurorte (z. B. Ureki).
Das Klima ist mild-subtropisch, im Sommer können jedoch auch längere Regenperioden auftreten, es weht eine leichte Meeresbrise und das Wasser ist warm.

## Geschichte
Vom 17. bis zum 19. Jahrhundert war Kobuleti ein Lehen der Familie Tawgiridse im Fürstentum Gurien, später im Osmanischen Reich. In osmanischer Zeit trug die Stadt den türkischen Namen Çürüksu.
Mit dem Berliner Vertrag von 1878 kam auch Kobuleti zum Russischen Kaiserreich, zu dem Georgien damals gehörte. Kurz darauf, 1883, erhielt es Anschluss an die Bahnstrecke Poti/Batumi–Baku.

## Wirtschaft
Haupteinnahmequelle der Stadt und ihrer Umgebung sind Tourismus und Landwirtschaft. Arbeitgeber sind vor allem kleine und mittlere Unternehmen. Es gibt elf Kirchen, zwei Moscheen, vier Parks und zahlreiche Hotels.

## Söhne und Töchter der Stadt
- Surab Noghaideli (* 1964), Politiker, Premierminister (2005–2007)
- Irakli Turmanidse (* 1984), Gewichtheber
- Dschano Ananidse (* 1992), Fußballspieler